# Reverie
Reverie (anglicky „Reverie“) je krátká esej / povídka britského spisovatele Arthura C. Clarka.
V angličtině vyšla poprvé v magazínu New Worlds v srpnu 1939.
Arthur C. Clarke v tomto krátkém pojednání kritizuje názor, že veškeré nápady a témata žánru science fiction už byly vyčerpány. Je toho mínění, že se klade přílišný důraz na „novae“ - nové myšlenky. Ty jsou sice důležité, ale neméně podstatná je i schopnost zpracovat téma ve vlastním osobitém stylu. Jako vzor uvádí mezi jinými amerického autora sci-fi Stanleyho G. Weinbauma a britského filozofa a spisovatele Olafa Stapledona.
Arthur C. Clarke tvrdí:
„I ti nejnudnější z nás alespoň jednou v životě žasnou v údivu a možná i se strachem nad myšlenkou tak originální a omračující, že nám připadá jako produkt cizí, nekonečně pronikavější mysli. Takové myšlenky opouštějí vědomí tak rychle, že se vytratí dříve, než z nich zachytíme více než pouhý záblesk, ale někdy jsou jako komety nakonec zachyceny obřím sluncem, takže nemohou uniknout a z jejich houževnatého materiálu uková mozek mistrovské dílo literatury, filosofie nebo hudby.“
Clarke doporučuje následující díla, která považuje za neotřelá:
- „Úsměv sfingy“
- „Lidští termité“
- „Zlověstná bariéra“

## Česká vydání
Česky vyšla povídka v následujících sbírkách nebo antologiích:
- Směr času (Polaris, 2002)[3]